# アコバス
アコバス (ACO Bus) は、兵庫県朝来市で運行しているコミュニティバス。
名称は朝来市のコミュニティバス（英語：Asago Community Bus）を略したものである。

## 沿革
- 2007年1月 運行開始
- 2008年10月1日 全但バスが運行していた路線を一部継承。

## 概要
- 運行は全但バス和田山出張所（営業所）・神姫グリーンバス粟賀営業所に委託されている。
- 生野西コース・黒川コースはデマンドバスである。
- 年末年始は全便運休となる。

## 路線
- 全便祝日・年末年始は運休となる。
- 運賃は100円単位の設定で、初乗りが100円で最大運賃が500円となる。
- （停留所名）は一部の便のみ停車。＜停留所名／停留所名＞はどちらかを経由。

### 現在運行中の路線
全但バス和田山出張所（営業所）に運行委託している路線
和田山・山東コース
- 和田山駅 - 朝来医療センター - イオン - 山東支所 - よふど温泉 - 与布土 - 朝来医療センター - 和田山駅
  - 平日は毎日運行。

岡・藤和コース
- 本芳賀野 - ミニフレッシュ宮田店 - 和田山駅 - イオン - 朝来医療センター - （竹田新町公民館）- 野谷口
  - 月曜日・水曜日・金曜日のみ運行。

朝日・内海コース
- 下戸 - 朝日口 - 内海公民館 - 朝日口 - 和田山駅 - イオン - 朝来医療センター
  - 火曜日・木曜日のみ運行。

神子畑（みこばた）・佐中コース
- 沢消防車庫前 - （青倉） - 立野中 - アルバ - 新井駅 - 神子畑 （- 佐中集会所）
  - 月曜日・金曜日のみ運行（神子畑 - 佐中集会所間は月曜日のみ運行）。
  - 神子畑バス停からすぐの場所に神子畑選鉱所跡地がある。

神子畑・老波・川上コース
- （川上） - 沢消防車庫前 - （青倉） - アルバ - 朝来中学校 - 朝来支所 - 新井駅 - 立野中 - （上八代）- 八代口 - 神子畑
  - 火曜日・木曜日のみ運行。
  - 川上－沢消防車庫前間は乗車の際に予約が必要となる。

田路・多々良木コース
- 芸術の森美術館 - 立野中 - アルバ - 新井駅 - 内水面漁業
  - 水曜日・金曜日のみ運行。

神姫グリーンバス粟賀営業所に運行委託している路線
全便予約が必要である。
生野西コース
- 菖蒲沢 - 生野駅 - 川尻 - 生野駅 - 白口
  - 月曜日・木曜日のみ運行。

黒川コース
- 生野駅 - 長野 - 大外 - 黒川
  - 火曜日・金曜日のみ運行。

詳細な運行案内は、外部リンクを参照。

### 廃止路線
山東東コース
- 和田山医療センター - 竹田駅 - 和田山JCT - 立ノ原 - ジャスコ - 中央公園 - 梁瀬駅 - 梁瀬医療センター前 - 粟鹿神社 - 西谷中 - 粟鹿神社駐車場 - 田中下
  - 火曜日・木曜日のみ運行していた。